# De reünie (hoorspel)
De reünie is een hoorspel naar de novelle Reunion van Fred Uhlman (in 1971 in Londen verschenen en later in Duitsland uitgegeven onder de titel Der wiedergefundene Freund). In de vertaling, bewerking en regie van Willy Brill werd het uitgezonden door de AVRO op woensdag 1 mei 1991. Het hoorspel duurde 40 minuten.

## Rolbezetting
- Dirk Zeelenberg (Hans)
- Jimmy Berghout (Konrad)
- Olaf Wijnants (Zimmermann, de geschiedenisleraar)
- Adriënne Kleiweg (moeder van Hans)
- Rob Fruithof (vader van Hans)
- Bert Stegeman (Bollacher)

## Inhoud
In januari 1932 maakt de zestienjarige ik-figuur Hans Schwarz kennis met de ongeveer even oude Konradin Graf von Hohenfels. Hans is in de klas ietwat geïsoleerd, daar hij zelf niet zo open staat. Later komt daarbij nog het openlijk voorbehoud tegen hem als zoon van een joodse arts. Konradin komt afzijdig over, maar blijkt net als Hans eenzaam te zijn en op zoek naar contact. Ze dwepen met Hölderlin, discussiëren over de theodicee (de rechtvaardiging van God ten opzichte van het bestaande kwaad) en Konradin gebruikt heel natuurlijk Franse uitdrukkingen. Over de ontluikende vriendschap van beide leerlingen valt een schaduw, daar de ouders van Konradin om verschillende redenen en in verschillende gradaties nazistisch en daarmee anti-joods zijn. Konradin krijgt de familiale dwang en in het gymnasium de groepsdwang opgelegd. De vriendschap brokkelt af. In december 1933 wordt Hans voor zijn eigen veiligheid naar de USA gestuurd, blijft daar en krijgt na meer dan een kwart eeuw een brief van het gymnasium, waarin verzocht wordt een financiële bijdrage te leveren voor een gedenkteken voor de leerlingen die in de Tweede Wereldoorlog zijn gesneuveld…